# Puente aval
El puente aval (del francés: Pont aval) es un puente parisino sobre el río Sena que une el XV Distrito con el XVI Distrito. Oficialmente carece de nombre, de hecho la denominación "aval" (aguas abajo) se debe al uso y a su situación geográfica, dado que es el último puente parisíno recorriendo el río hacia su desembocadura.
Es un puente exclusivamente automovilístico utilizado por el Bulevar Periférico de París.
Fue inaugurado en 1968 y mide casi 313 metros de longitud, lo que le convierte en el puente más largo de la capital. 